# 世界野盃
FIFI世界野盃 是由國際足球獨立体聯合會（FIFI）主辦的國際性足球比賽。FIFI組織的成員均為無法加入國際足球總會（FIFA）的國家或地區，不論組織的命名或是比賽的命名，均有與國際足球總會相抗衡的意味，然而其規模與影響力均無法比擬。

## 參賽者
- 格陵兰（在丹麥自治狀態的地區，由丹麥足球協會負責管理）
- 北賽普勒斯（未被國際普遍承認的國家，由北塞浦路斯土耳其共和國足協負責管理）
- （坦桑尼亞的一部分，是非洲足球協會的成員國）
- 巴斯克
- 直布罗陀 直布羅陀（直布羅陀足協已於2016成為國際足協會員，西班牙聲稱擁有此地主權而曾阻止其申請）
- 西藏（中國西藏自治區）
- 圣保利共和国（漢堡中的圣保利地區）

詳情請參閱2006年世界野盃